# HD 98800
HD 98800またはコップ座TV星（英語: TV Crateris）はコップ座の方向に位置している四重連星系（恒星系）である。ヒッパルコス衛星による年周視差の測定では、地球から150光年離れていると測定されているが、この値には大きな誤差が存在している。この連星系はうみへび座TWアソシエーション（TWA）と呼ばれる恒星の集団に属しているので、TWA 4とも呼ばれる。
連星系はHD 98800 AとHD 98800 Bで構成されており、それぞれが2つの恒星から成っている。2007年に、HD 98800 Bの周囲を公転する2つの塵円盤が発見されており、これによって、1.5～2 au離れた位置に太陽系外惑星が存在する可能性が示されている。

## 恒星系
HD 98800は若い恒星の集団であるうみへび座TWアソシエーションに属しており、これに属する他の恒星と固有運動が似通っていることからHD 98800がこの集団の一員であることが導き出された。この集団自体の年齢は700万～1000万年と推定されている。
HD 98800は4つの恒星から成り、それぞれ2つの恒星から成る2組のペアが互いに周回している。2組のペアは1秒以上離れているため、その軌道特性についてはあまり知られていない。軌道の予備的な計算では、Aに対するBの公転周期は300年～430年、その軌道離心率は0.3～0.6の範囲となっている。2019年に発表されたデータでは、その公転周期は246年に改められている。
主星系であるHD 98800 Aは、視線速度が変化するK型主系列星から成る。その周りを周回する別の恒星の存在が示されているが、その光は直接検出できないため、主星系は分光連星であるとされている。伴星系のHD 98800 Bもまた分光連星だが、それぞれの恒星（K型主系列星と赤色矮星）を直接検出することができている。HD 98800の恒星は形成されてない間もないため、質量から予測されていた大きさよりも遥かに大きく、まだ通常の大きさにまで収縮していないとされている。

## 塵円盤と惑星系
1988年、伴星系HD 98800 Bの周辺に塵円盤が存在していることを示す赤外超過が赤外線天文衛星IRASによって初めて観測され、その後ケック天文台 とスピッツァー宇宙望遠鏡を用いて更なる観測が行われた。塵円盤は2つの別々の円盤で構成されている。内側の円盤はHD 98800 B系から1.5～2 au、外側の円盤は5.9 au離れた領域から存在しているが、どこまで広がっているかははっきりしていない。2つの円盤の間隔は3 auで、内側の円盤は薄く、外側の円盤の内縁付近は濃度が濃くなっている。
スピッツァー宇宙望遠鏡を用いてこの円盤を撮影したチームの指導者であるElise Furlanは、外側の円盤内の岩石天体の衝突によって発生する塵埃は、最終的には内側へ移動していくはずであると結論付けている。しかし、HD 98800 B系は二重連星系のため、これらの塵埃が内側の円盤を均等に満たすことはないとされている。
2019年、チリのアルマ望遠鏡によって行われた恒星同士がどのように動いているかを確かめた観測データと、以前から知られていたHD 98800 B系の軌道を組み合わせた結果、この塵円盤が2つの恒星の軌道面に対して垂直になっていることが発表された。こうした塵円盤の存在は理論上でしか考えられていなかったが、このアルマ望遠鏡による観測によって、このような塵円盤が普遍的に存在している可能性が示されている。この観測データからは、地球から見て反時計回りに公転している場合では塵円盤のHD 98800 B系の軌道面に対する傾斜が48度になることも示されたが、この場合だと円盤が安定しないため、HD 98800 B系に対して垂直になっていると断定されている。

### 惑星の可能性
塵円盤は惑星の形成の段階の1つであると考えられており、円盤内に隙間があれば、惑星が存在している可能性がより高まる。内側の円盤と外側の円盤の間にある隙間は、すでに形成され始めている惑星との重力的関係によって、円盤内の一部の天体を一掃していることによって生じている可能性がある。しかし、この隙間はHD 98800内の4つの恒星による重力の共鳴によって形成されている可能性も示されている。